# بنجامين سكينر
بنجامين سكينر (بالإنجليزية: Benjamin Skinner)‏ هو كاتب وصحفي أمريكي، ولد في 4 مايو 1976.